# Jan Herman Linge

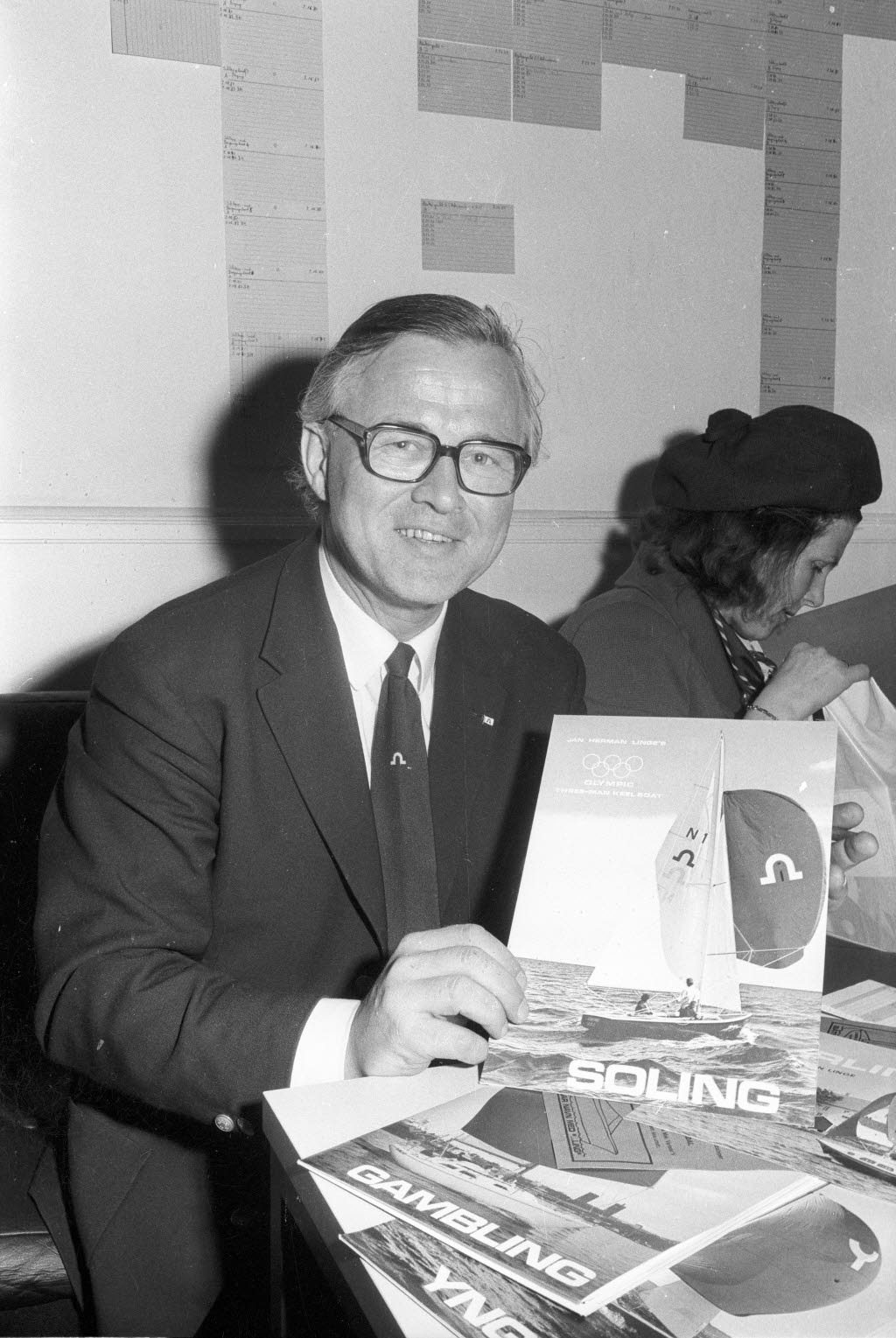
Jan Herman Linge (1972)

Jan Herman Linge (* 28. Januar 1922 in Trondheim; † 25. Juni 2007 in Asker) war ein norwegischer Ingenieur und Boots-Konstrukteur. Er war der Sohn des Schauspielers Martin Linge und dessen Frau Margit F. Vogt. Sein Vater Martin Linge war der erste Kompaniechef der Norwegian Independent Company No. 1 im Zweiten Weltkrieg, die umgangssprachlich Kompanie Linge genannt wurde.

## Leben

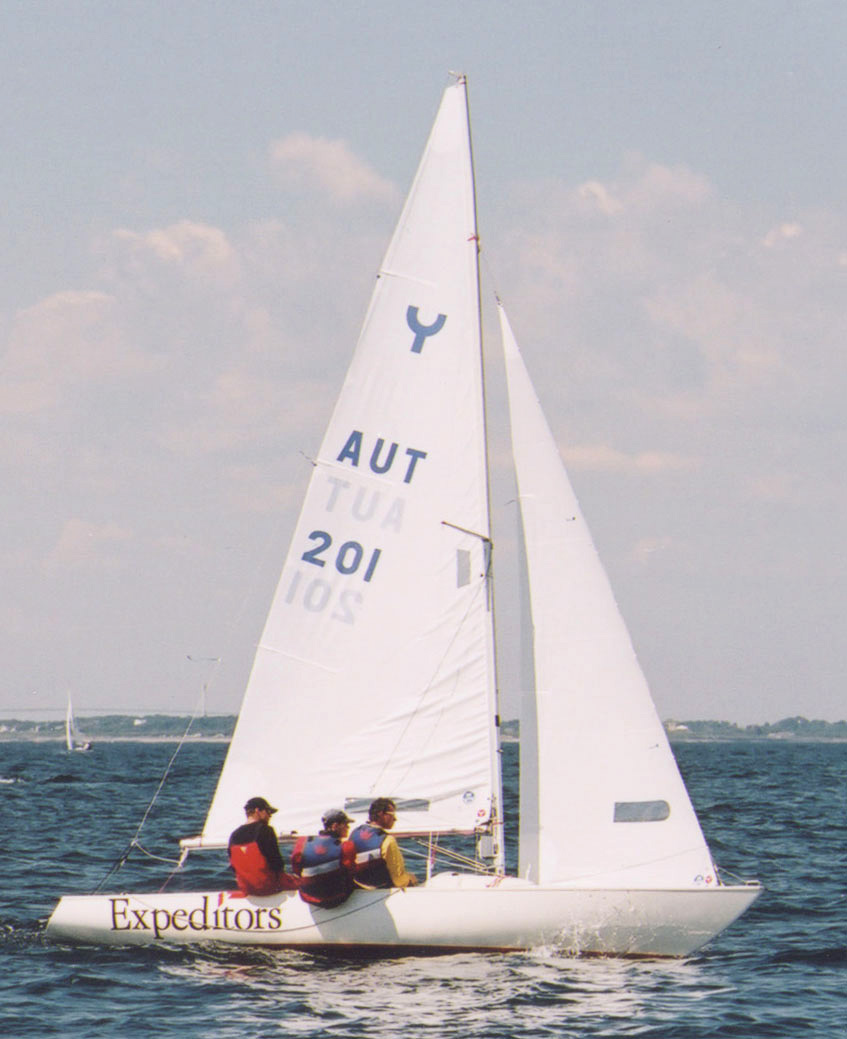
Yngling unter Segel

Linge ging mit 15 Jahren mit dem Motorschiff Oro von Arendal aus als Seemann auf die hohe See. Die Seefahrt gefiel ihm, seine weitere Ausbildung verschob er. Sein Vater war damit nicht einverstanden und suchte ihn, um ihn nach Hause zu bringen. Er fand ihn in Singapur, sie heuerten 1939 gemeinsam auf einem Schiff an, das heimwärts fuhr.
Linge sammelte zwischen 1940 und 1941 Berufserfahrung bei mehreren Werften. Er begann sein Studium 1943, das aber durch den Zweiten Weltkrieg unterbrochen wurde. Nach Kriegsende setzte er dieses fort und legte nach einer Ausbildung zwischen 1946 und 1949 in England und den Vereinigten Staaten die Prüfung als Schiffbauingenieur ab.
Während des Zweiten Weltkrieges floh Linge mit dem von ihm selbst gezeichneten und gebauten Segelboot Vito nach Schweden. Von dort kam er mit einem britischen Kanonenboot nach England, wo er für die Special Operations Executive ausgebildet wurde. In der Kompanie Linge seines Vaters war er von 1944 bis 1945 eingesetzt. Er landete mit dem Fallschirm im deutsch besetzten Norwegen im Winter 1944/45 als Saboteur und betätigte sich als Ausbilder für Widerstandskämpfer in der größten norwegischen Widerstandsgruppe Milorg in Akershus/Hedmark.
Linge wurde bei einer Aktion gefangen genommen und von der Gestapo nach Deutschland zur Vernehmung überstellt. Linge gelang es, auf dem Weg dahin zu entkommen und die vorrückenden amerikanischen Streitkräfte zu erreichen. Anfang April 1945 kehrte er nach England zurück und wurde Ausbilder für neue Agenten.
Linge war von 1949 bis 1956 Ingenieur in der Båtservice Verft A/S (A/S Westermoen Hydrofoil Båtbyggeri og Mek. Verksted) in Mandal. In dieser Zeit konstruierte er das Torpedoboot Nasty, welches die Grundlage für die Tjeld-Klasse bildete. Von diesen Booten wurden von 1957 bis 1970 42 Stück in Norwegen gebaut. Sie wurden neben den 22 in Norwegen eingesetzten Booten nach Deutschland, Griechenland, Türkei und in die Vereinigten Staaten exportiert, wo zudem sechs Stück in Lizenz gefertigt wurden.

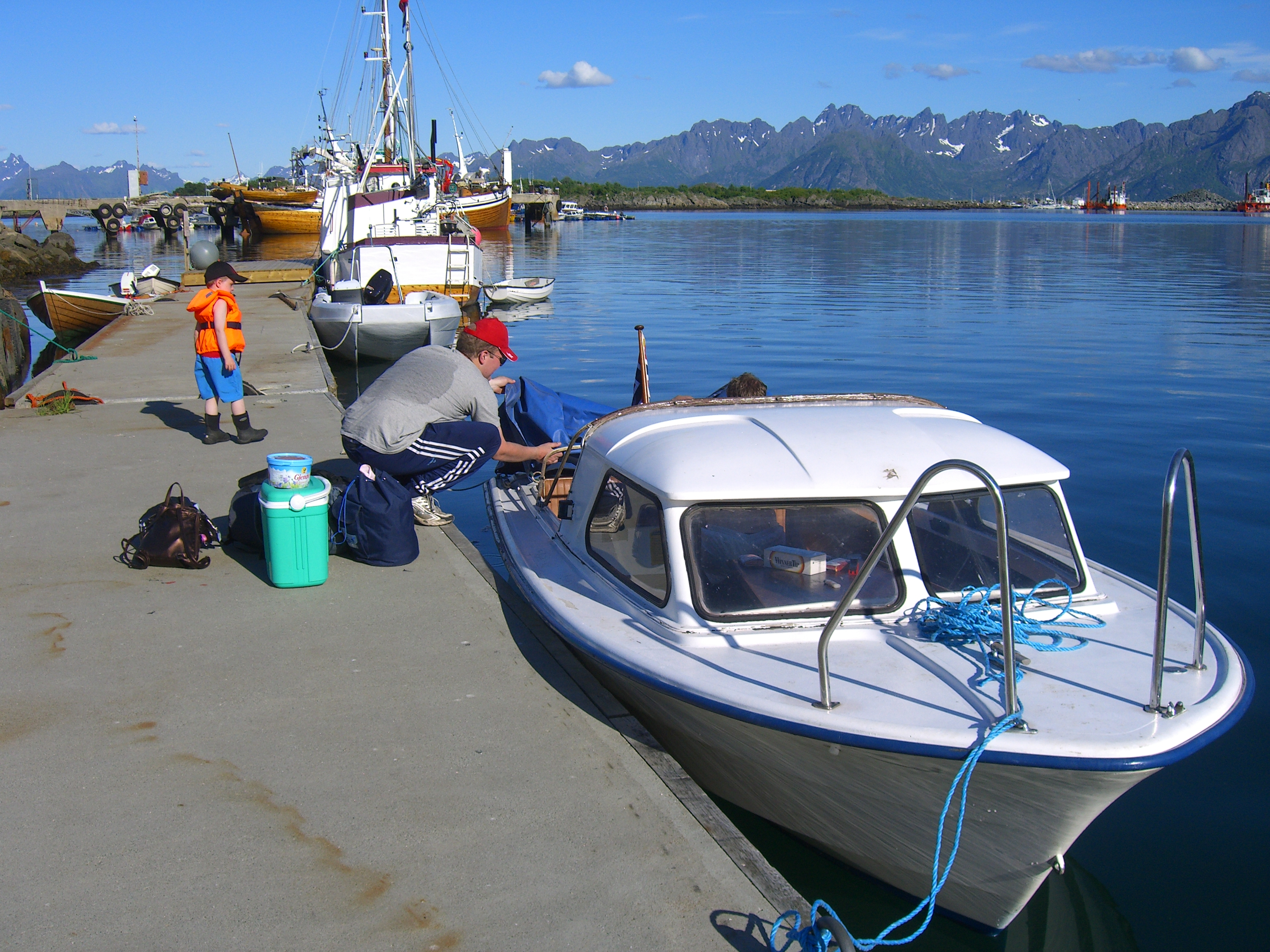
Fjordling 17HT im Hafen Melbu

In seinem eigenen Bootsdesign- und Beratungsunternehmen Jan H. Linge A/S entwarf er schnellfahrende Motorboote für Draco, Fjord plast, Windy und andere Hersteller. Linge konstruierte das Segelboot Soling, das 1968 als olympische Bootsklasse bestimmt und bei acht Olympischen Spielen verwendet wurde. Der ebenfalls von Linge entworfene Yngling wurde 1979 Internationale Klasse und olympische Klasse bei den Olympischen Sommerspielen 2004 in Athen. Linge konstruiert zudem mehrere 5.5er sowie weitere Yachten und Motorboote. Die Konstruktionen von Linge endeten stets mit -ling im Namen.

## Bootstypen

### Segel- und Ruderboote
- Dingyling, 6 Fuß, Ruderboot
- Lærling, 12 Fuß, wird in den Niederlanden hergestellt[1]
- Jypling, 18 Fuß, ab 1977 – ?, Zweihandregattaschiff mit Trapez
- Yngling, 21 Fuß, ab 1967 – ? Regattaboot, Daysailer
- Firling, 24 Fuß, ab 1971 – ?, teilweise gebaut bei Kristiansands Mek. Verksted, kleiner, sicherer Familienmotorsegler, mit Außenbordmotor

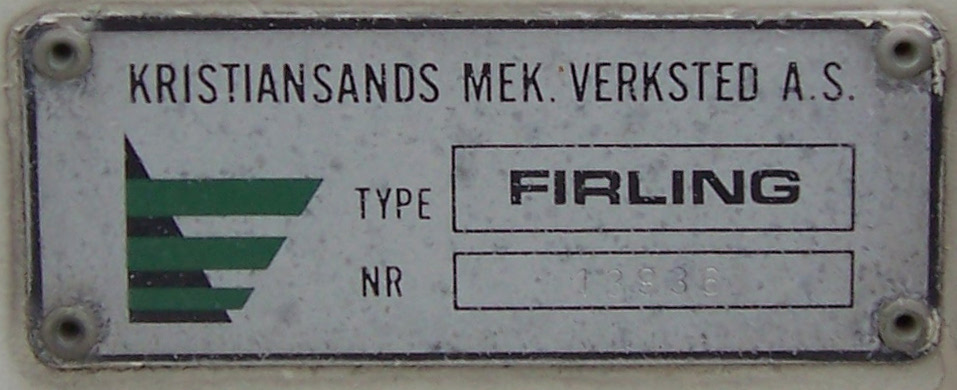
Typenschild des Firling

- Soling, 27 Fuß, ab 1960, Regattaboot
- Smiling, 28 Fuß, ab 1973 – ?, Familiensegelboot mit Langkiel
- Brisling, 28 Fuß, Variante des Smiling
- Halling, Halbtonner, 1982 aus Kevlar und Spanplatten als Einzelstück gebaut
- Willing, 31 Fuß, Familiensegelboot
- Gambling, 34 Fuß, Familiensegelboot

### Motorboote
- Fjord Populær, 11 Fuß
- Musling 12/370, 12 Fuß
- Musling 430/Wesling 430, 14 Fuß
- Gromling, 15 Fuß, ein verkürzter Wesling
- Wesling, 16 Fuß, verschiedene Varianten, auch Musling 490 genannt
- Tromling, 17 Fuß, Daycruiser für Außenbordmotor, von Polar gebaut
- Fjordling, 17 Fuß und 18/550 Fuß in verschiedenen Varianten, geliefert mit Außenbord- und Z-Antrieb
- Fjord Sport, 21 Fuß
- Fjord Bermuda, 21 Fuß
- Fjord Olympic, 21 Fuß
- Snekling, 25 Fuß
- Mekling, 27 Fuß, Kabinenkreuzer mit ungewöhnlichem Plan, offen oder mit Hardtop, für 1 oder 2 Heckmotoren
- Sagaling, 30 Fuß, Familienboot
- Fjord Diplomat, 30 Fuß
- Dreamling, 32 Fuß

### Draco
- 20 HT Sportling
- 24 Styling
- 27 Stirling

### Windy
- 24 Cabincruiser
- 24 Daycruiser
- 22 Daycruiser
- 24 Halfcabin
- 22 Funcab
- 22 Sport
- 23 Funcab
- 25 Funcab
- 27 Sterling
- 7500
- 7800
- 8000 FC / CC
- 9000 FC / CC

Es sind insgesamt etwa 10.000 Motorboote und 10.000 Segelboote von Linges unterschiedlichen Modellen gebaut worden.

## Ehrenämter
- Linge war Mitglied der ISAF
- Technischer Ratgeber für die Olympischen Sommerspiele:
  - 1952 Helsinki
  - 1960 Rom
  - 1964 Tokio
  - 1968 Mexiko

## Auszeichnungen und Preise
- Deltagermedaljen (norwegische Teilnehmer-Medaille für Teilnahme am Zweiten Weltkrieg)
- Krigsmedaljen (Kriegsmedaille) für Verdienste im Zweiten Weltkrieg
- 1965 "Merket for God Design" in der Kategorie Industriedesign für das Motorboot Fjordling 17[2]
- 1966: Norges Teknisk-Naturvitenskaplige Råds Ærespris (Ehrenpreis des Norwegischen Technisch-Naturwissenschaftliche Rates)[3]
- 1971 und 1972 "Merket for God Design" in der Kategorie Industriedesign für das Segelboot Yngling[4][5]
- 1988: Jacob-prisen als Designer[6][7]
- 2001: Ritter 1. Klasse des Sankt-Olav-Ordens
- 2000: Goldmedaille der International Sailing Federation (ISAF)
- 2002: Beppe Croce Trophy der ISAF